# Penstemon hirsutus
Penstemon hirsutus là một loài thực vật có hoa trong họ Mã đề. Loài này được (L.) Willd. mô tả khoa học đầu tiên năm 1800.

## Hình ảnh

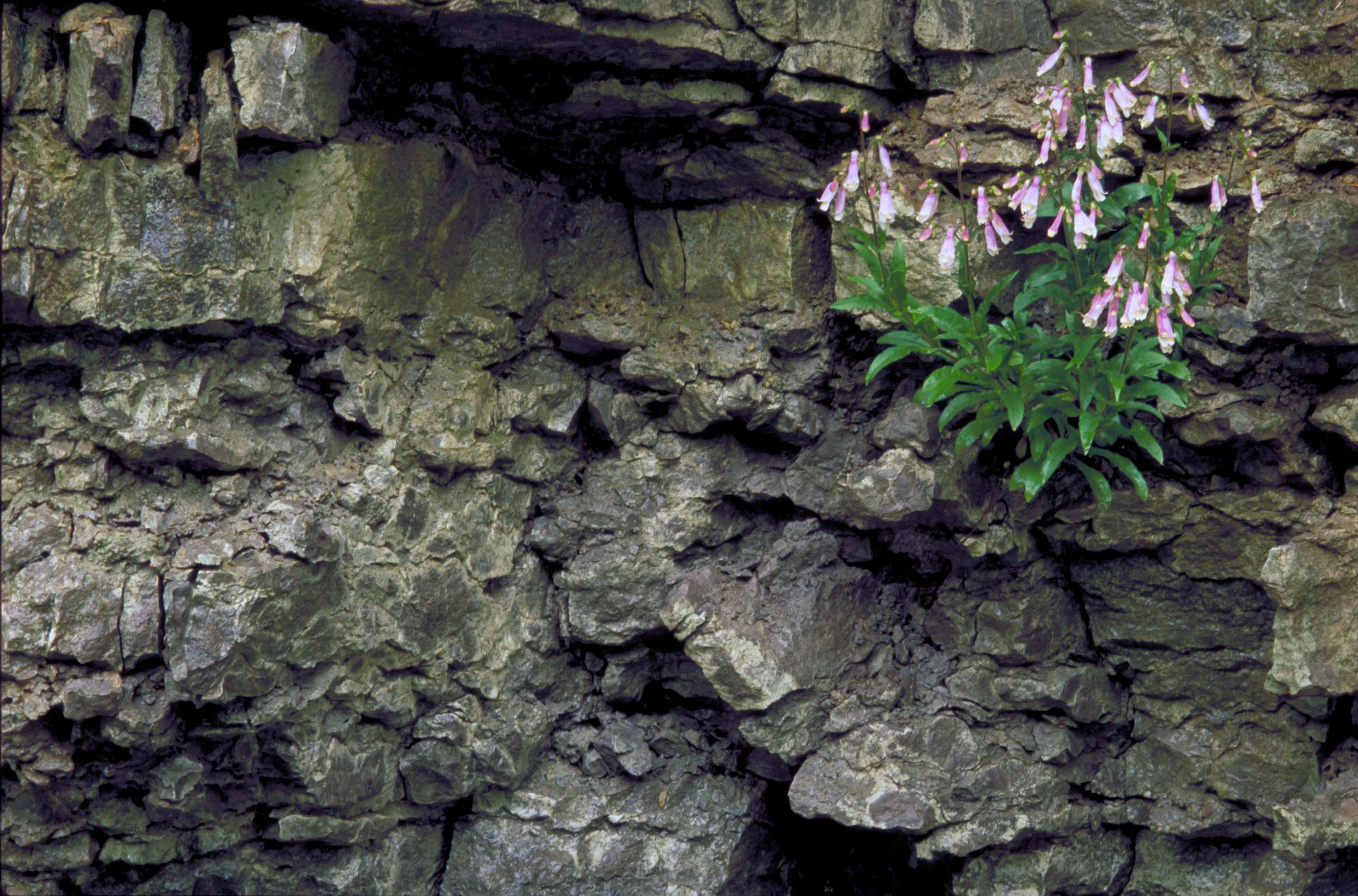
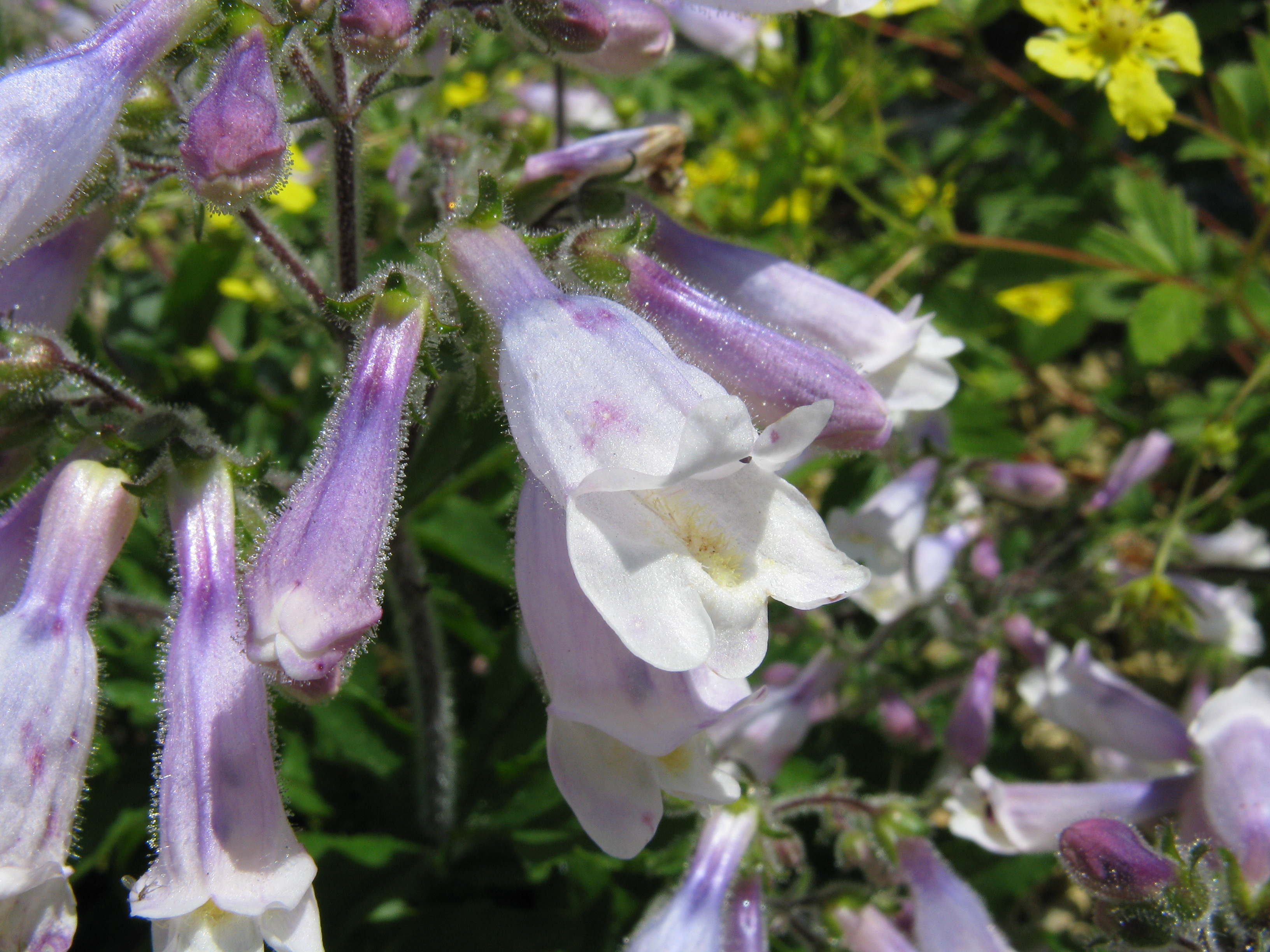
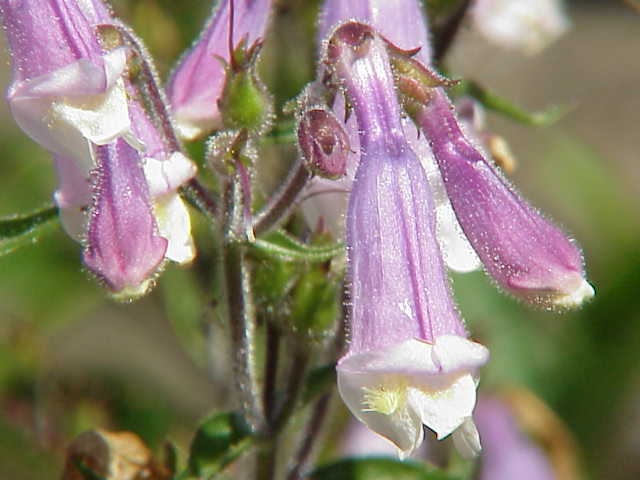
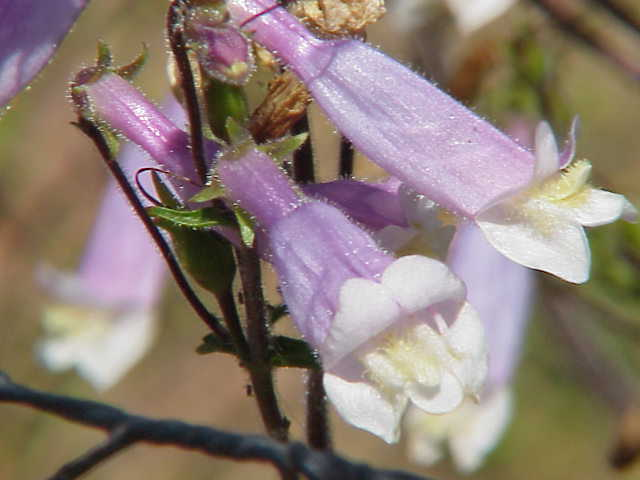